# Jeremy Lascelles
Robert Jeremy Hugh Lascelles (ur. 14 lutego 1955 w Bayswater, Londyn) – najmłodszy syn George’a Lascellesa i Marion Stein. Potomek króla Jerzego V.

## Życiorys
Urodził się 14 lutego 1955 w Bayswater w Londynie jako najmłodszy syn George’a Lascellesa i Marion Stein.
W latach 70. był perkusistą w Global Village Trucking Company znanym jako „The Glob’s”. W zespole grał również jego starszy brat James. W późniejszych latach założył własną wytwórnię muzyczną. W 2010 nominowany do Orange Business Leader. Od marca 2012 profesor wizytujący Leeds College of Music.

## Małżeństwa i dzieci
Po raz pierwszy Jeremy zawarł związek małżeński 4 lipca 1981 z Julie Baylis. Związek zakończył się rozwodem. Z tego małżeństwa miał troje dzieci:
- Thomas Robert Lascelles (ur. 7 września 1982),
- Ellen Mary Lascelles (ur. 17 grudnia 1984),
- Amy Rose Lascelles (ur. 26 czerwca 1986).

Drugie małżeństwo zawarł 7 stycznia 1999 z Catherine Isobel Bell. Para doczekała się jednej córki:
- Tallulah Grace Lascelles (ur. 1 grudnia 2005)[2].